# Comuna Kneaja Krînîțea, Monastîrîșce
Kneaja Krînîțea (în ucraineană Княжа Криниця) este o comună în raionul Monastîrîșce, regiunea Cerkasî, Ucraina, formată din satele Kneaja Krînîțea (reședința) și Novosilka.

## Demografie
Componența lingvistică a comunei Kneaja Krînîțea
     Ucraineană (99,35%)
     Alte limbi (0,57%)
Conform recensământului din 2001, majoritatea populației comunei Kneaja Krînîțea era vorbitoare de ucraineană (99,35%), existând în minoritate și vorbitori de alte limbi.